# Inraggio

L'inraggio è il raggio del cerchio inscritto ad un triangolo.

In geometria, l'inraggio è il nome dato nel triangolo  al raggio dell'incerchio, ma può essere usato analogamente anche per indicare l'omologo in qualsiasi altro poligono avente circonferenza inscritta; corrisponde però al concetto di apotema nei casi di poligoni regolari.
Per le sue particolarità, moltiplicando l'inraggio per il semiperimetro p si ottiene il valore dell'area del triangolo.

## Proprietà
Dato un triangolo ABC si traccino le sue bisettrici fino al reciproco congiungimento, determinando così l'incentro I e l'inraggio r della circonferenza inscritta.

Il raggio tocca i lati del triangolo nei punti di tangenza, formando con essi angoli retti, per cui r può essere considerato l'altezza dei tre triangoli IAB, IBC e IAC rispettivamente di aree:

{\displaystyle S_{c}=r\cdot AB/2}

{\displaystyle S_{a}=r\cdot BC/2}

{\displaystyle S_{b}=r\cdot CA/2}
Dunque l'area S del triangolo ABC sarà pari alla loro somma:

{\displaystyle S=S_{a}+S_{b}+S_{c}=r\cdot (AB+BC+CA)/2}
da cui:

{\displaystyle S=r\cdot p} 

ove {\displaystyle p} è il semiperimetro.

## Formule geometriche
Dalla formula di Erone ricaviamo che 
{\displaystyle \mathrm {S} ={\sqrt {p\left(p-a\right)\left(p-b\right)\left(p-c\right)}}}
ma allora, per la relazione precedentemente trovata, abbiamo che
{\displaystyle r={\frac {S}{p}}={\sqrt {\frac {(p-a)(p-b)(p-c)}{p}}}}

## Formule trigonometriche
{\displaystyle r=(p-a)\tan {\frac {\alpha }{2}}=(p-b)\tan {\frac {\beta }{2}}=(p-c)\tan {\frac {\gamma }{2}}}